# シーザムーン
シーザムーン(英字表記 Sea The Moon)は、ドイツで生産・調教された競走馬である。2014年のドイチェスダービーを11馬身もの着差をつけ制した。

## 経歴

### デビューまで
2013年9月にケルン競馬場にて生産のゲルスドルフ牧場(Gestüt Görlsdorf)名義で初陣を迎えると、2着に4馬身差をつける鮮烈なデビューを飾る。なお、同牧場は基本的に牡馬は売却し牝馬だけを自己所有で走らせる方針を取っており、本馬もいったんはタタソールズの10月イヤリングセールに上場されたが、23万ギニーで主取りとなっている。

### ドイチェスダービー制覇
3歳となったシーザムーンは、その緒戦にドイチェスダービーの有力ステップレースのひとつであるメッツラー銀行フリューヤールス賞（Frühjahrs-Preis des Bankhauses Metzler）を選び勝利を収める。次走はふたたびケルンに戻り、ドイツで最も歴史が古い平地競走であるG2・ウニオンレネン（Union-Rennen）に出走すると、これも制して無敗とドイチェスダービーの前売り1番人気の座を守った。
ここまでシーザムーンの手綱は主戦のヘルフェンバイン(Helfenbein)騎手が握ってきたが、ドイチェスダービー本番は「月面着陸の任務に最良の条件をもたらす」ために、クリストフ・スミヨン騎手へと乗り変わる。そして迎えたレース本番、シーザムーンは最後の直線入り口で突然外へ大きく膨れ、カメラから見切れるほどスタンド側に寄ってしまう。ところがシーザムーンはそのまま突き抜け、最終的に2着に11馬身の大差をつけてこの大レースを制覇した。鞍上のスミヨンはその乗り味をオルフェーヴルにたとえており、管理調教師のクルーグはゴールの瞬間「生涯の夢、生涯の夢！」と繰り返し叫んだという。
また競走直後の暫定レーティングは125ポンドとされたが、これは同世代のエプソムダービー馬オーストラリアやケンタッキーダービー馬カリフォルニアクロームを上回り、後に124ポンドに修正されたが、これもドイツの3歳牡馬としては1985年のアカテナンゴ以来の高さであった。

### 初黒星からの電撃引退
この圧勝から凱旋門賞の有力候補と目されるようになったが、続くバーデン大賞でアイヴァンホーに3馬身差の2着で敗れ初黒星を喫する。その後故障が発覚し、当初は年内休養の後に復帰を目指すとされていたが、程なく引退が発表された。
2015年からはイギリスのランウェイズスタッドで種牡馬入りする。

## 競走成績
| 出走日    | 競馬場           | 競走名                                    | 格 | 距離(馬場)    | 着順 | 騎手                 | 時計 （1着） | 着差   | 1着（2着）馬 |
| --------- | ---------------- | ----------------------------------------- | -- | ------------- | ---- | -------------------- | ------------ | ------ | ------------ |
| 2013.9.22 | ケルン           | Preis des Porsche Zentrum Köln EBF-Rennen | D  | 芝1m(Soft)    | 1着  | A.Helfenbein         | 1:38.99      | 4馬身  | (Ninfea)     |
| 2014.5.11 | フランクフルト   | Preis Des Bankhauses Metzler              | G3 | 芝2000m(Soft) | 1着  | A.Helfenbein         | 2:16.14      | 2馬身  | (Abendwind)  |
| 2014.6.15 | ケルン           | Oppenheim-Union-Rennen                    | G2 | 芝2200m(Good) | 1着  | A.Helfenbein         | 2:17.76      | 3馬身  | (Rapido)     |
| 2014.7.6  | ハンブルク       | ドイチェスダービー                        | G1 | 芝2400m(Good) | 1着  | Christophe Soumillon | 2:29.86      | 11馬身 | (Lucky Lion) |
| 2014.9.7  | バーデンバーデン | バーデン大賞                              | G1 | 芝2400m(Good) | 2着  | Cristian Demuro      | -            | -      | Ivanhowe     |

## 種牡馬成績

### 主な産駒
- Alpine Star / アルパインスター - 2020年コロネーションステークス
- Durston / ダーストン - 2022年コーフィールドカップ
- Fantastic Moon / ファンタスティックムーン - 2023年ドイチェスダービー、2024年バーデン大賞
- Muskoka / ムスコカ - 2023年ディアナ賞
- Assistent / アシステント - 2024年バイエルン大賞

## 血統表
| シーザムーンの血統（ダンジグ系）、Northern Dancer 5×5=12.5% | シーザムーンの血統（ダンジグ系）、Northern Dancer 5×5=12.5% | シーザムーンの血統（ダンジグ系）、Northern Dancer 5×5=12.5% | （血統表の出典）   | （血統表の出典） |
| 父 Sea The Stars 2006 鹿毛                                  | 父の父Cape Cross 1994 鹿毛                                  | Green Desert                                                | Danzig             | Danzig           |
| 父 Sea The Stars 2006 鹿毛                                  | 父の父Cape Cross 1994 鹿毛                                  | Green Desert                                                | Foreign Courier    |                  |
| 父 Sea The Stars 2006 鹿毛                                  | 父の父Cape Cross 1994 鹿毛                                  | Park Appeal                                                 | Ahonoora           | Ahonoora         |
| 父 Sea The Stars 2006 鹿毛                                  | 父の父Cape Cross 1994 鹿毛                                  | Park Appeal                                                 | Balidaress         |                  |
| 父 Sea The Stars 2006 鹿毛                                  | 父の母Urban Sea 1989 栗毛                                   | Miswaki                                                     | Mr. Prospector     | Mr. Prospector   |
| 父 Sea The Stars 2006 鹿毛                                  | 父の母Urban Sea 1989 栗毛                                   | Miswaki                                                     | Hopespringseternal |                  |
| 父 Sea The Stars 2006 鹿毛                                  | 父の母Urban Sea 1989 栗毛                                   | Allegretta                                                  | Lombard            | Lombard          |
| 父 Sea The Stars 2006 鹿毛                                  | 父の母Urban Sea 1989 栗毛                                   | Allegretta                                                  | Anatevka           |                  |
| 母 Sanwa 2004 栗毛                                          | 母の父Monsun 1990 黒鹿毛                                    | Königsstuhl                                                 | Dschingis Khan     | Dschingis Khan   |
| 母 Sanwa 2004 栗毛                                          | 母の父Monsun 1990 黒鹿毛                                    | Königsstuhl                                                 | Königskrönung      |                  |
| 母 Sanwa 2004 栗毛                                          | 母の父Monsun 1990 黒鹿毛                                    | mosella                                                     | Surumu             | Surumu           |
| 母 Sanwa 2004 栗毛                                          | 母の父Monsun 1990 黒鹿毛                                    | mosella                                                     | Monasia            |                  |
| 母 Sanwa 2004 栗毛                                          | 母の母Sacarina 1992 栗毛                                    | Old Vic                                                     | Sadlar's Wells     | Sadlar's Wells   |
| 母 Sanwa 2004 栗毛                                          | 母の母Sacarina 1992 栗毛                                    | Old Vic                                                     | Cockade            |                  |
| 母 Sanwa 2004 栗毛                                          | 母の母Sacarina 1992 栗毛                                    | Brave Lass                                                  | Ridan              | Ridan            |
| 母 Sanwa 2004 栗毛                                          | 母の母Sacarina 1992 栗毛                                    | Brave Lass                                                  | Bravour            |                  |

### 血統背景
- 伯父に2000年のドイチェスダービーとバーデン大賞を制したザムム (Samum) と2006年のドイチェスダービーなどG1競走5勝をあげたスキャパレリ (Schiaparelli)、伯母に2002年のディアナ賞（ドイツオークス）を制したサルヴェレジーナ (Salve Regina) がいる。